# Thomas Bradwardine
Pour les articles homonymes, voir Bradwardine.
Thomas Bradwardine (c. 1290 - 26 août 1349), est un archevêque anglais, souvent appelé « the Profound Doctor » (« le Docteur Profond  »). Il est sans doute né à Hartfield dans le Sussex ou à Chichester.

## Biographie
Il a été éduqué au Balliol College à Oxford où il obtient le diplôme de docteur en théologie, et acquiert la réputation d'un élève brillant, doué en mathématique et aussi en théologie. Il continue ensuite au Merton College. Il obtient par la suite le rang de chancelier d'université.
Après avoir été chancelier du diocèse de Londres, il devient en 1339 chapelain et confesseur d'Édouard III, qu'il suit pendant ses guerres en France. À son retour en Angleterre, il sera successivement nommé prétendant de Lincoln, archidiacre de Lincoln (1347), et en 1349 archevêque de Canterbury,. Il meurt à Lambeth le 26 août 1349, quarante jours après sa consécration, du fait de la peste.
Chaucer dans son ouvrage Nun's Priest's Tale range Bradwardine avec Saint Augustin. Bradwardine est un des Oxford Calculators, du Merton College, à l'université d'Oxford, étudiant la mécanique avec William Heytesbury, Richard Swineshead et John Dumbleton. Les Calculateurs d'Oxford distingueront la cinématique par rapport à la dynamique, améliorant la cinématique, et précisant la notion de vitesse instantanée. Ils sont les premiers à formuler le théorème de la vitesse moyenne : un corps en accélération uniforme parcourt en un temps T la même distance que si le mouvement s'était effectué à une vitesse constante égale à la vitesse atteinte au temps T/2. Ils démontrèrent aussi le théorème — partie essentielle de « La loi des corps tombants » — bien avant Galilée à qui l'on attribue cette découverte.

## Œuvres éditées

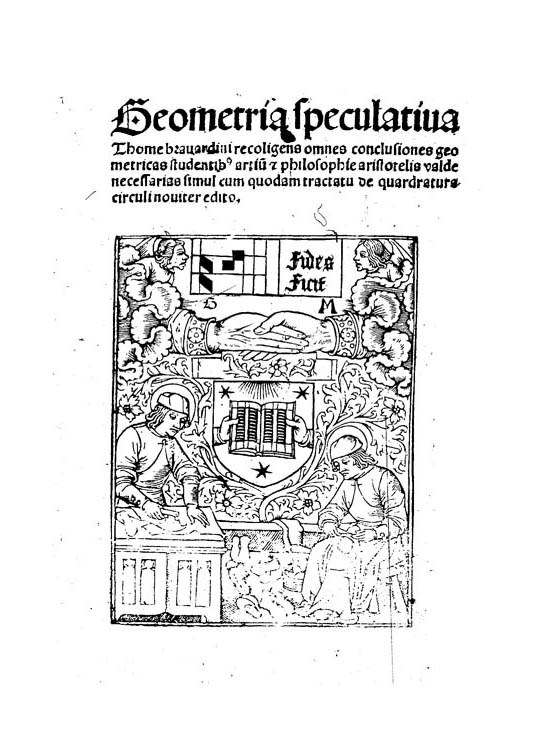
Geometria speculativa, 1495

Son plus grand ouvrage est un traité sur les Pélagiens, intitulé De causa Dei contra Pelagium et de virtute causarum, édité par Sir Henry Savile (Londres, 1618) dans lequel il traite de la théologie de façon mathématique, ce qui lui fera obtenir du Pape le titre de "Profound Doctor". Il s'y montra thomiste rigide.
Il écrit aussi De Geometria speculativa (Paris, 1530); De Arithmetica practica (Paris, 1502); De Proportionibus (Paris, 1495; Venise, 1505); De Quadratura Circuli (Paris, 1495); et un Ars Memorative, Sloane manuscripts. No. 3974 au British Museum.
- Geometria speculativa. simul cum quodam tractatu de quadratura circuli noviter edito. Elementale geometricum ex euclidis geometria a Ioanne Voegelin Haylpronnensi ad omnium mathematices studiosorum utilitatem decerptum.  Paris, impr. Regnault Chaudière, 1530.

Dans Tractatus de proportionibus (1328), Thomas Bradwardine étend la théorie des proportions d'Eudoxe anticipant la concept de croissance exponentielle, plus tard développé par Bernoulli et Euler. La théorie liée au théorème de la vitesse, énoncée ci-dessus, nécessite la notion moderne de limite, alors que Bradwardine devait utiliser les théories de son temps.
Boyer écrira que « le travail de Bradwardine contient des fondamentaux de la trigonométrie glanés dans les ouvrages musulmans ».

### Œuvres
- « Le De continuo de Thomas Brawardine », traduction d’extraits et présentation dans Joël Biard et Jean Celeyrette (éds.), De la théologie aux mathématiques. L’infini au xive siècle, Les  Belles-Lettres, 2004, p. 98-135.
- De causa Dei contra Pelagium (vers 1345), traduction d’extraits et présentation dans Joël Biard et Jean Celeyrette (éds.), De la théologie aux mathématiques. L’infini au xive siècle, Les  Belles-Lettres, 2004, p. 183-196.
- Geometria speculativa, édi. et tr. anglaise par George Molland. Wiesbaden : F. Steiner, 1989. (Boethius ; 18).  (ISBN 3-515-05020-5).
- Tractatus de proportionibus (1328), trad. anglaise par H. Lamar Crosby. Madison : University of Wisconsin Press, 1955 : Thomas of Brawardine, His Tractatus de Proportionibus. Its Significance for the Development of Mathematical Physics.

### Études critiques, commentaires
(juillet 2025).
- A. G. Molland, Addressing ancient authority : Thomas Bradwardine and Prisca Sapientia, Ann. Sci. 53 (1996), 213-223.
- Edith W. Dolnikowski, Thomas Bradwardine : a view of Time and a vision of eternity in the 14-th century thought. Leiden : Brill, 1995. (Studies in the history of christian thought ; 65).  (ISBN 90-04-10226-4).
- Jean-François Genest & K.H. Tachau, La lecture de Thomas Bradwardine sur les Sentences, in : Archives d'histoire doctrinale et littéraire du Moyen Age 57 (1990), 301-306.
- Carl Benjamin Boyer, A History of Mathematics (288, 302), Princeton University Press, Princeton, 1984.
- Jean-François Genest, Le de futuris contingentibus de Thomas Bradwardine, Recherches augustiniennes 14 (1979), 249-336.
- A. G. Molland, "An examination of Bradwardine's Geometry", Archive for the History of exact Sciences 19 (1978), 113-175.
- Stillman Drake, "Medieval ration theory vs compound medicines in the origins of Bradwardine's rule", Isis 64 (1973), 67-77.
- Stillman Drake, "Bradwardine's function, mediate denomination, and multiple continua", Physis. Rivista internazionale di storia della scienza 12-1 (1970), 51-68.
- Clifford Truesdell, Essays in The History of Mechanics, Springer-Verlag, New York, 1968.
- Marshall Clagett, The Science of Mechanics in the Middle Ages, University of Wisconsin Press, Madison, 1960.
- Heiko A. Oberman, Archbishop Thomas Bradwardine, a fourteenth century Augustinian. Utrecht : Kremink, 1958.
- H. Lamar Crosby,Tractatus de Proportionibus, Its Significance for the Development of Mathematical Physics,  University of Wisconsin Press, Madison, 1955, IX-203 p.
- Palémon Glorieux, art. "Thomas Bradwardine", Dictionnaire de théologie catholique (Paris 1946), vol. 15-1, pp. 765–773.
- Voir aussi Quétif-Echard, Script. Praedic. (1719), i. 744; WF Hook, Lives of the Archbishops of Canterbury, vol. iv.